# Marek Penksa
Marek Penksa (Nagykürtös, 1973. augusztus 4. –) visszavonult szlovák labdarúgó.  
Tagja volt az 1990-es, kelet-németországi U16-os Európa-bajnokságon győztes csehszlovák válogatottnak, melynek döntőjében gólt is szerzett a jugoszlávok ellen. 
Legnagyobb sikereit a Rapid Wiennel és a Ferencvárossal érte el. Az osztrákokkal három bajnoki ezüstérmet (1997, 1998, 1999) illetve egy osztrák bajnoki bronzot (2000) szerzett, valamint tagja volt a bécsiek UEFA Bajnokok Ligája-keretének az 1996-97-es kiírásban. A Fradival 2004-ben megnyerte a magyar bajnokságot, illetve 2003-ban és 2004-ben a Magyar Kupát, illetve tagja a csapat 2004-ben UEFA-kupa csoportkörös keretének. 

## Mérkőzései a szlovák válogatottban
| #  | Dátum               | Ellenfél      | Eredmény | Kiírás              | Esemény |
| -- | ------------------- | ------------- | -------- | ------------------- | ------- |
| 1. | 1994. augusztus 16. | Málta         | 1 – 1    | barátságos mérkőzés | 60'     |
| 2. | 1994. szeptember 7. | Franciaország | 0 – 0    | Eb-selejtező        | 64'     |
| 3. | 1994. november 12.  | Románia       | 2 – 3    | Eb-selejtező        | 46'     |
| 4. | 1995. március 8.    | Oroszország   | 2 – 1    | barátságos mérkőzés |         |
| 5. | 1995. március 29.   | Azerbajdzsán  | 4 – 1    | Eb-selejtező        |         |
| 6. | 1995. április 26.   | Franciaország | 0 – 4    | Eb-selejtező        | 74'     |
| 7. | 1995. június 7.     | Lengyelország | 0 – 5    | Eb-selejtező        | 59'     |

## Díjai

#### Csehszlovákia
- U16-os Európa-bajnok (1): 1990

#### Ferencvárosi TC
- Magyar Kupa (2): 2003, 2004
- Magyar bajnok (1): 2004